# Палау Сант Жорди
„Палау Сант Жорди“ е спортен комплекс в Барселона, част от олимпийския комплекс за игрите през 1992 година, разположен на хълма Монтжуик.
Открит е през 1990 година, а неговият проект е дело на японския архитект Арата Исозаки. Максималният капацитет на залата е 17000 места за спортните събития и 24000, когато тук се провеждат концерти.
Този спортен комплекс е основната част от Летните олимпийски игри през 1992 година, като в него се провеждат финалите в спортната гимнастика, хандбал и волейбол, а днес се използва за най-разнообразни спортни и музикални събития, поради голямата му гъвкавост. През 2013 година, между 20 юли и 4 август се провежда Световното първенство по водни спортове, като в залата е изграден басейн.

## Спортни събития, провеждани в Палау Сант Жорди
Арената е мястото, където се провежда Световното първенство по лека атлетика в зала през 1995 година. След това, тя е домакин през 1998, 2003 и 2011 година на финалната четворка на баскетболната Евролига. През 1997 година, залата посреща срещите от четвъртфиналната фаза на Евробаскет, а през 2012 година и финала за баскетболната Купа на Испания.
Освен за плуване, баскетбол, волейбол и хандбал, залата се използва и за тенис, като през 2000 година в нея се провежда 89-ото издание на най-престижния международен турнир – Купа Дейвис. Домакините от Испания побеждават Австралия с 8-10 и така зрителите в Палау Сан Жорди стават свидетели на първата титла на домакините в този турнир. Арената носи късмет и през 2009 година на испанските тенисисти, които печелят Купа Дейвис срещу отбора на Чехия с 5-0.
Комплексът в Барселона не посреща за пръв път Световното първенство по плувни спортове през 2013 година, а същия турнир се е провел на това място и през 2003, а се очаква това да стане и през 2023 година, тъй като според правилата на FINA, ротацията на домакините се прави на всеки 10 години.
Палау Сант Жорди е и една от шестте зали, домакини на Световната купа по баскетбол през 2014 година.

## Музикални събития
В този мултифункционален комплекс се провеждат голям брой концерти всяка година. Тук са гостували някои от най-големите звезди и групи на музикалната сцена, като Депеш Мод, Даяна Рос, Глория Естефан, U2, Франк Синатра, Металика, Шаде, сър Елтън Джон, Стинг, Деф Лепард, Принс, сър Пол МакКартни, Уитни Хюстън, AC/DC, Браян Адамс, Спайс Гърлс, Тина Търнър, Ерик Клептън, Симпли Ред, Пърл Джем, Роксет, Роджър Уотърс, Айрън Мейдън, Мадона, Рики Мартин, Ван Морисън, Рамщайн и много други.